# HD 79498
HD 79498 est une étoile binaire de la constellation du Cancer.
Sa composante primaire, désignée HD 79498 A, est une naine jaune de type spectral G5V. Elle possède au moins une planète, HD 79498 Ab.